# 24 Ore di Daytona 2022
La 24 Ore di Daytona 2022 è stata la sessantesima edizione della 24 Ore di Daytona, oltre che prima prova valevole per il Campionato IMSA WeatherTech SportsCar 2022 così come il primo di quattro round della Michelin Endurance Cup 2022. Si è tenuta al Daytona International Speedway tra il 29 e il 30 gennaio 2022. La Meyer Shank Racing Acura numero 60, guidata da Tom Blomqvist, Hélio Castroneves, Oliver Jarvis e Simon Pagenaud ha ottenuto la vittoria assoluta in uno degli eventi più competitivi nella storia delle corse. I primi quattro classificati in assoluto hanno condotto per almeno 88 giri ciascuno. Nonostante fosse quarto a circa tre ore dalla fine della gara, un tiro mostruoso di Blomqvist ha aiutato la sua squadra a prendere il comando prima di cedere il passo a Castroneves. Castroneves ha tenuto a bada l'ex compagno di squadra e due volte campione Ricky Taylor per vincere la sua seconda Rolex 24 consecutiva. Il margine finale di 3.028 secondi è stato il terzo più vicino nella storia della gara. È stata anche la prima vittoria di Meyer Shank Racing nella IMSA dal 2020.

## Iscritti

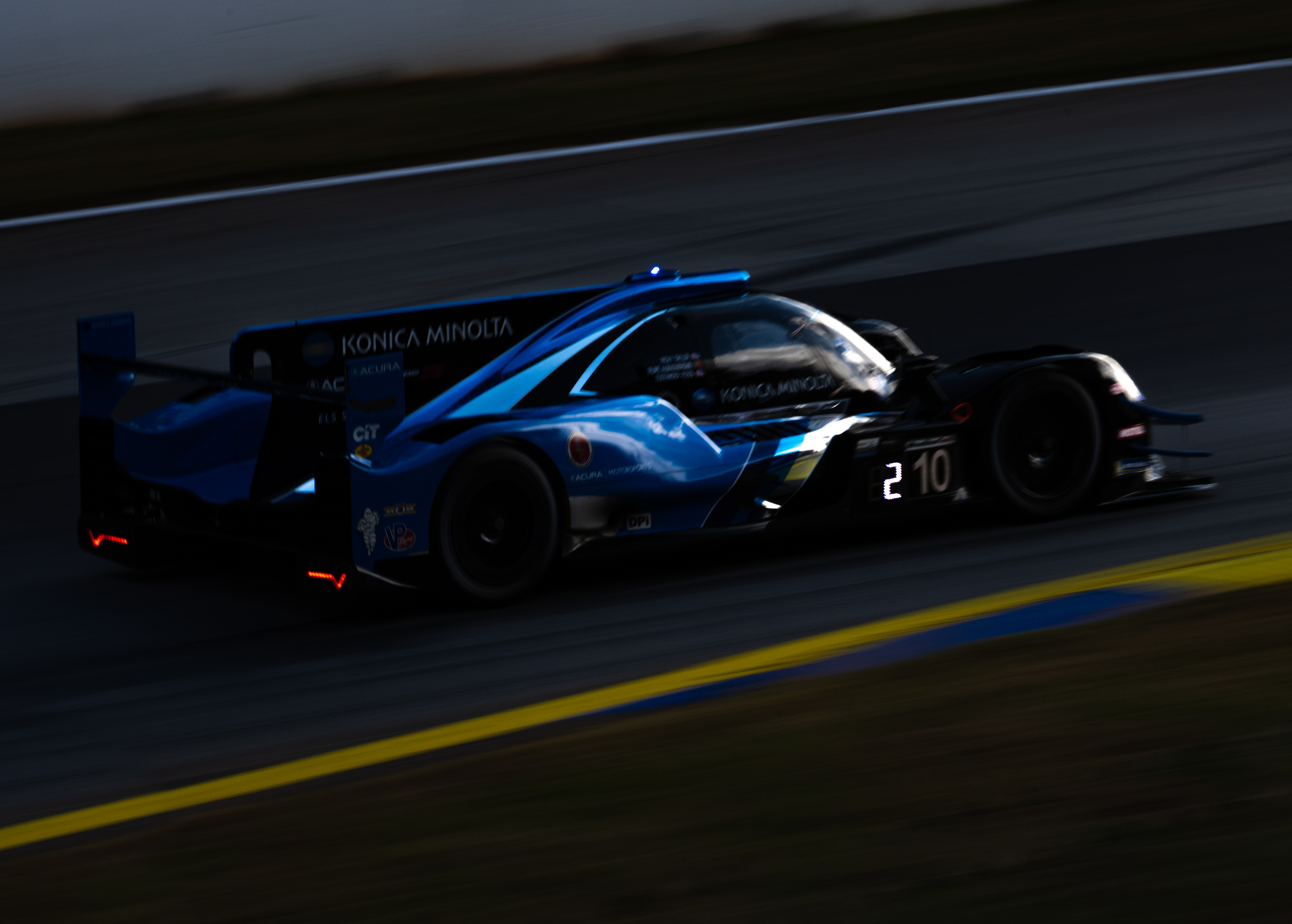
La Wayne Taylor Racing (fotografata durante le prove libere durante il Petit Le Mans 2021) partecipano alla 24 Ore di Daytona del 2022 come vincitori in carica della gara, avendo vinto la gara di 24 ore nelle tre edizioni precedenti: 2021, 2020 e 2019.

L'elenco delle iscrizioni per la gara di 24 ore era composto da 61 auto in cinque classi, il campo più grande per la 24 Ore di Daytona dall'inizio del Campionato IMSA WeatherTech SportsCar nel 2014. C'erano sette iscrizioni nella Daytona Prototype International (DPi), 10 iscrizioni nella Le Mans Prototype 2 (LMP2), nove iscrizioni nella Le Mans Prototype 3 (LMP3) e 35 iscrizioni in entrambe le classi GT Daytona (GTD), con 12 iscritti in GTD Pro e 23 iscritti in GTD.
Dopo la scomparsa della classe GT Le Mans (GTLM) alla fine della stagione 2021, l'International Motor Sports Association ha sostituito la classe con una versione all-pro della classe GT Daytona (GTD) esistente, nota come GTD-Pro. La classe funzionerebbe con lo stesso equilibrio delle restrizioni di prestazione della classe GTD esistente, dopo che le due classi avrebbero allineato i loro regolamenti nell'agosto 2021. L'allineamento delle prestazioni e dei regolamenti sportivi è stato un fattore chiave nel campo delle 35 auto da record, contribuendo a suscitare grande interesse in una versione all-pro di una classe già popolare.
Nella classe Daytona Prototype International, la Chip Ganassi Racing si è espansa a un'operazione Cadillac per l'intera stagione con due auto, dopo aver guidato una sola auto per il 2021. La Action Express Racing ha continuato a guidare un'auto in più per la gara, con il pilota della Toyota Gazoo Racing José María López al posto di Simon Pagenaud, legato alla Meyer-Shank Racing. La Mazda Motorsports si è ritirata dopo la fine della stagione 2021, lasciando solo due marchi nella classe: Cadillac e Acura. Questa edizione della 24 Ore di Daytona sarà anche l'ultima a includere la classe DPi prima dell'introduzione della Classe Le Mans Daytona Hybrid (LMDh) per il 2023.

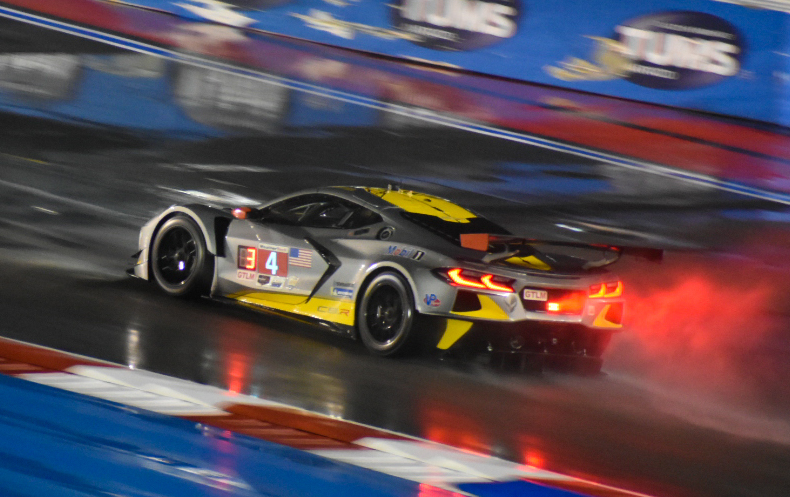
La Corvette Racing si è spostata alla nuova classe GTD Pro con una versione de-tuned della loro Chevrolet Corvette C8.R.

Dopo la scomparsa della GTLM, la Corvette Racing e la BMW Team RLL sono passati alla classe GTD Pro. Il primo ha modificato la propria Chevrolet Corvette C8.R progettata per GTLM alle specifiche GT3, mentre il secondo è entrato nella classe con la nuovissima BMW M4 GT3. Entrambe le organizzazioni hanno una squadra per l'intera stagione e un'auto in più per le gare di Endurance.

## Elenco iscritti
| No. | Squadra                              | Auto             | Pneumatici | Pilota 1           | Pilota 2             | Pilota 3          | Pilota 4         |
| --- | ------------------------------------ | ---------------- | ---------- | ------------------ | -------------------- | ----------------- | ---------------- |
| 01  | Cadillac Chip Ganassi Racing         | Cadillac DPi-V.R | M          | Sébastien Bourdais | Renger van der Zande | Scott Dixon       | Álex Palou       |
| 02  | Cadillac Racing                      | Cadillac DPi-V.R | M          | Earl Bamber        | Alex Lynn            | Marcus Ericsson   | Kevin Magnussen  |
| 5   | JDC-Miller MotorSports               | Cadillac DPi-V.R | M          | Tristan Vautier    | Richard Westbrook    | Loïc Duval        | Ben Keating      |
| 10  | Konica Minolta Acura ARX-05          | Acura ARX-05     | M          | Filipe Albuquerque | Ricky Taylor         | Will Stevens      | Alexander Rossi  |
| 31  | Whelen Engineering Racing            | Cadillac DPi-V.R | M          | Luís Felipe Derani | Tristan Nunez        | Mike Conway       |                  |
| 48  | Ally Cadillac                        | Cadillac DPi-V.R | M          | Jimmie Johnson     | Kamui Kobayashi      | Mike Rockenfeller | José María López |
| 60  | Meyer Shank Racing w/ Curb Agajanian | Acura ARX-05     | M          | Tom Blomqvist      | Oliver Jarvis        | Hélio Castroneves | Simon Pagenaud   |

| No. | Squadra                   | Auto     | Pneumatici | Pilota 1           | Pilota 2            | Pilota 3         | Pilota 4               |
| --- | ------------------------- | -------- | ---------- | ------------------ | ------------------- | ---------------- | ---------------------- |
| 8   | Tower Motorsport          | Oreca 07 | M          | Louis Delétraz     | John Farano         | Rui Andrade      | Ferdinand von Habsburg |
| 11  | PR1/Mathiasen Motorsports | Oreca 07 | M          | Jonathan Bomarito  | Steven Thomas       | Josh Pierson     | Harry Tincknell        |
| 18  | Era Motorsport            | Oreca 07 | M          | Ryan Dalziel       | Dwight Merriman     | Kyle Tilley      | Paul-Loup Chatin       |
| 20  | High Class Racing         | Oreca 07 | M          | Dennis Andersen    | Anders Fjordbach    | Fabio Scherer    | Nico Müller            |
| 22  | United Autosports         | Oreca 07 | M          | Philip Hanson      | James McGuire       | Guy Smith        | Will Owen              |
| 29  | Racing Team Nederland     | Oreca 07 | M          | Frits van Eerd     | Giedo van der Garde | Dylan Murry      | Rinus VeeKay           |
| 52  | PR1/Mathiasen Motorsports | Oreca 07 | M          | Scott Huffaker     | Mikkel Jensen       | Ben Keating      | Nicolas Lapierre       |
| 68  | G-Drive Racing by APR     | Oreca 07 | M          | François Hériau    | Ed Jones            | Oliver Rasmussen | René Rast              |
| 69  | G-Drive Racing by APR     | Oreca 07 | M          | James Allen        | John Falb           | Luca Ghiotto     | Tijmen van der Helm    |
| 81  | DragonSpeed USA           | Oreca 07 | M          | Devlin DeFrancesco | Colton Herta        | Eric Lux         | Patricio O'Ward        |

| No. | Squadra                      | Auto               | Pneumatici | Pilota 1        | Pilota 2        | Pilota 3        | Pilota 4          |
| --- | ---------------------------- | ------------------ | ---------- | --------------- | --------------- | --------------- | ----------------- |
| 6   | Mühlner Motorsports America  | Duqueine M30 - D08 | M          | Efrin Castro    | Moritz Kranz    | Joel Miller     | Ayrton Ori        |
| 7   | Forty7 Motorsports           | Duqueine M30 - D08 | M          | Antoine Doquin  | Mark Kvamme     | Austin McCusker | Trenton Estep     |
| 13  | AWA                          | Duqueine M30 - D08 | M          | Orey Fidani     | Kuno Wittmer    | Lars Kern       | Matthew Bell      |
| 26  | Mühlner Motorsports America  | Duqueine M30 - D08 | M          | Charles Crews   | Cameron Shields | Nolan Siegel    | Ugo de Wilde      |
| 33  | Sean Creech Motorsport       | Ligier JS P320     | M          | João Barbosa    | Lance Willsey   | Malthe Jakobsen | Sebastian Priaulx |
| 36  | Andretti Autosport           | Ligier JS P320     | M          | Jarett Andretti | Josh Burdon     | Gabby Chaves    | Rasmus Lindh      |
| 38  | Performance Tech Motorsports | Ligier JS P320     | M          | Hikaru Abe      | Garett Grist    | Daniel Goldberg | Nico Pino         |
| 54  | CORE Autosport               | Ligier JS P320     | M          | Jon Bennett     | Colin Braun     | George Kurtz    | Niclas Jönsson    |
| 74  | Riley Motorsports            | Ligier JS P320     | M          | Felipe Fraga    | Gar Robinson    | Kay van Berlo   | Michael Cooper    |

| No. | Squadra              | Auto                         | Pneumatici | Pilota 1            | Pilota 2              | Pilota 3             | Pilota 4              |
| --- | -------------------- | ---------------------------- | ---------- | ------------------- | --------------------- | -------------------- | --------------------- |
| 2   | KCMG                 | Porsche 911 GT3 R            | M          | Dennis Olsen        | Patrick Pilet         | Alexandre Imperatori | Laurens Vanthoor      |
| 3   | Corvette Racing      | Chevrolet Corvette C8.R      | M          | Antonio García      | Jordan Taylor         | Nicky Catsburg       |                       |
| 4   | Corvette Racing      | Chevrolet Corvette C8.R      | M          | Tommy Milner        | Marco Sørensen        | Nick Tandy           |                       |
| 9   | Pfaff Motorsports    | Porsche 911 GT3 R            | M          | Matt Campbell       | Mathieu Jaminet       | Felipe Nasr          |                       |
| 14  | VasserSullivan       | Lexus RC F GT3               | M          | Ben Barnicoat       | Jack Hawksworth       | Kyle Kirkwood        |                       |
| 15  | Proton USA           | Mercedes-AMG GT3 Evo         | M          | Patrick Assenheimer | Austin Cindric        | Dirk Müller          |                       |
| 23  | Heart of Racing Team | Aston Martin Vantage AMR GT3 | M          | Ross Gunn           | Alex Riberas          | Maxime Martin        |                       |
| 24  | BWM Team RLL         | BMW M4 GT3                   | M          | Philipp Eng         | Marco Wittmann        | Nick Yelloly         | Sheldon van der Linde |
| 25  | BWM Team RLL         | BMW M4 GT3                   | M          | John Edwards        | Augusto Farfus Jr.    | Connor De Phillippi  | Jesse Krohn           |
| 62  | Risi Competizione    | Ferrari 488 GT3 Evo 2020     | M          | James Calado        | Alessandro Pier Guidi | Davide Rigon         | Daniel Serra          |
| 63  | TR3 Racing           | Lamborghini Huracán GT3 Evo  | M          | Mirko Bortolotti    | Andrea Caldarelli     | Rolf Ineichen        | Marco Mapelli         |
| 79  | WeatherTech Racing   | Porsche 911 GT3 R            | M          | Julien Andlauer     | Cooper MacNeil        | Matteo Cairoli       | Alessio Picariello    |
| 97  | WeatherTech Racing   | Mercedes-AMG GT3 Evo         | M          | Maro Engel          | Jules Gounon          | Daniel Juncadella    | Cooper MacNeil        |

| No. | Squadra                       | Auto                         | Pneumatici | Pilota 1            | Pilota 2           | Pilota 3            | Pilota 4            |
| --- | ----------------------------- | ---------------------------- | ---------- | ------------------- | ------------------ | ------------------- | ------------------- |
| 12  | VasserSullivan                | Lexus RC F GT3               | M          | Frankie Montecalvo  | Aaron Telitz       | Richard Heistand    | Townsend Bell       |
| 16  | Wright Motorsports            | Porsche 911 GT3 R            | M          | Ryan Hardwick       | Jan Heylen         | Zacharie Robichon   | Richard Lietz       |
| 19  | TR3 Racing                    | Lamborghini Huracán GT3 Evo  | M          | Townsend Bell       | Robert Megennis    | Frankie Montecalvo  | Zach Veach          |
| 14  | Vasser Sullivan Racing        | Lexus RC F GT3               | M          | Oliver Gavin        | Jack Hawksworth    | Kyle Kirkwood       | Aaron Telitz        |
| 16  | Wright Motorsports            | Porsche 911 GT3 R            | M          | Klaus Bachler       | Trent Hindman      | Jan Heylen          | Patrick Long        |
| 19  | GRT Grasser Racing Team       | Lamborghini Huracán GT3 Evo  | M          | Giacomo Altoè       | John Megrue        | Jeff Segal          | Bill Sweedler       |
| 21  | AF Corse                      | Ferrari 488 GT3 Evo 2020     | M          | Simon Mann          | Nicklas Nielsen    | Luís Pérez Companc  | Toni Vilander       |
| 27  | Heart of Racing Team          | Aston Martin Vantage AMR GT3 | M          | Roman De Angelis    | Tom Gamble         | Ian James           | Darren Turner       |
| 28  | Alegra Motorsports            | Mercedes-AMG GT3 Evo         | M          | Daniel Morad        | Michael de Quesada | Maximilian Götz     | Linus Lundqvist     |
| 32  | Gilbert Korthoff Racing       | Mercedes-AMG GT3 Evo         | M          | Scott Andrews       | Steven McAleer     | Mike Skeen          | James Davison       |
| 34  | GMG Racing                    | Porsche 911 GT3 R            | M          | Klaus Bachler       | Jeroen Bleekemolen | James Sofronas      | Kyle Washington     |
| 39  | CarBahn with Peregrine Racing | Lamborghini Huracán GT3 Evo  | M          | Robert Megennis     | Jeff Westphal      | Corey Lewis         | Sandy Mitchell      |
| 42  | NTE Sport                     | Lamborghini Huracán GT3 Evo  | M          | Jaden Conwright     | Benjamín Hites     | Markus Palttala     | Don Yount           |
| 44  | Magnus Racing                 | Aston Martin Vantage AMR GT3 | M          | Jonathan Adam       | Andy Lally         | John Potter         | Spencer Pumpelly    |
| 47  | Cetilar Racing                | Ferrari 488 GT3 2020         | M          | Antonio Fuoco       | Roberto Lacorte    | Giorgio Sernagiotto | Alessio Rovera      |
| 57  | Windward Racing               | Mercedes-AMG GT3 Evo         | M          | Lucas Auer          | Philip Ellis       | Mikaël Grenier      | Russell Ward        |
| 59  | Crucial Motorsports           | McLaren 720S GT3             | M          | Lance Bergstein     | Patrick Gallagher  | Paul Holton         | Jon Miller          |
| 64  | Team TGM                      | Acura NSX GT3 Evo22          | M          | Till Bechtolsheimer | Mario Farnbacher   | Kyffin Simpson      | Mark Miller         |
| 66  | Gradient Racing               | Ferrari 488 GT3 Evo 2020     | M          | Ryan Briscoe        | Bret Curtis        | Marcos Gomes        | Ed Jones            |
| 70  | Inception Racing              | Acura NSX GT3 Evo22          | M          | Brendan Iribe       | Ollie Millroy      | Jordan Pepper       | Frederik Schandorff |
| 71  | T3 Motorsport North America   | Lamborghini Huracán GT3 Evo  | M          | Misha Goikhberg     | Matteo Llarena     | Maximilian Paul     | Franck Perera       |
| 75  | SunEnergy1                    | Mercedes-AMG GT3 Evo         | M          | Fabian Schiller     | Kenny Habul        | Raffaele Marciello  | Luca Stolz          |
| 96  | Turner Motorsport             | BMW M4 GT3                   | M          | Bill Auberlen       | Robby Foley        | Michael Dinan       | Jens Klingmann      |
| 98  | Northwest AMR                 | Aston Martin Vantage AMR GT3 | M          | Paul Dalla Lana     | Charlie Eastwood   | David Pittard       | Nicki Thiim         |
| 99  | Team Hardpoint                | Porsche 911 GT3 R            | M          | Rob Ferriol         | Katherine Legge    | Stefan Wilson       | Nick Boulle         |

## Motul Pole Award 100
Il 23 gennaio si è tenuto il Motul Pole Award 100. Era una gara di qualificazione, che assegnava punti qualificanti e determinava la formazione di partenza per la 24 Ore di Daytona.

### Risultati
I vincitori di classe sono indicati in grassetto.
| Pos | Classe  | N° | Team                                   | Piloti                                  | Telaio                            | Gomme | Giri |
| Pos | Classe  | N° | Team                                   | Piloti                                  | Motore                            | Gomme | Giri |
| --- | ------- | -- | -------------------------------------- | --------------------------------------- | --------------------------------- | ----- | ---- |
| 1 | DPi     | 10 | Konica Minolta Acura ARX-05            | Ricky Taylor Filipe Albuquerque         | Acura ARX-05                      | M     | 61   |
| 1 | DPi     | 10 | Konica Minolta Acura ARX-05            | Ricky Taylor Filipe Albuquerque         | Acura AR35TT 3.5L Turbo V6        | M     | 61   |
| 2 | DPi     | 5  | JDC-Miller MotorSports                 | Tristan Vautier Richard Westbrook       | Cadillac DPi-V.R                  | M     | 61   |
| 2 | DPi     | 5  | JDC-Miller MotorSports                 | Tristan Vautier Richard Westbrook       | Cadillac 5.5L V8                  | M     | 61   |
| 3 | DPi     | 48 | Ally Cadillac                          | Kamui Kobayashi Jimmie Johnson          | Cadillac DPi-V.R                  | M     | 61   |
| 3 | DPi     | 48 | Ally Cadillac                          | Kamui Kobayashi Jimmie Johnson          | Cadillac 5.5L V8                  | M     | 61   |
| 4 | DPi     | 60 | Meyer Shank Racing with Curb-Agajanian | Oliver Jarvis Tom Blomqvist             | Acura ARX-05                      | M     | 61   |
| 4 | DPi     | 60 | Meyer Shank Racing with Curb-Agajanian | Oliver Jarvis Tom Blomqvist             | Acura AR35TT 3.5L Turbo V6        | M     | 61   |
| 5 | DPi     | 01 | Cadillac Racing                        | Renger van der Zande Sébastien Bourdais | Cadillac DPi-V.R                  | M     | 61   |
| 5 | DPi     | 01 | Cadillac Racing                        | Renger van der Zande Sébastien Bourdais | Cadillac 5.5L V8                  | M     | 61   |
| 6 | DPi     | 02 | Cadillac Racing                        | Earl Bamber Alex Lynn                   | Cadillac DPi-V.R                  | M     | 61   |
| 6 | DPi     | 02 | Cadillac Racing                        | Earl Bamber Alex Lynn                   | Cadillac 5.5L V8                  | M     | 61   |
| 7 | DPi     | 31 | Whelen Engineering Racing              | Luís Felipe Derani Tristan Nunez        | Cadillac DPi-V.R                  | M     | 61   |
| 7 | DPi     | 31 | Whelen Engineering Racing              | Luís Felipe Derani Tristan Nunez        | Cadillac 5.5L V8                  | M     | 61   |
| 8 | LMP2    | 52 | PR1/Mathiasen Motorsports              | Ben Keating Mikkel Jensen               | Oreca 07                          | M     | 60   |
| 8 | LMP2    | 52 | PR1/Mathiasen Motorsports              | Ben Keating Mikkel Jensen               | Gibson Technology GK428 4.2L V8   | M     | 60   |
| 9 | LMP2    | 11 | PR1/Mathiasen Motorsports              | Steven Thomas Jonathan Bomarito         | Oreca 07                          | M     | 60   |
| 9 | LMP2    | 11 | PR1/Mathiasen Motorsports              | Steven Thomas Jonathan Bomarito         | Gibson Technology GK428 4.2L V8   | M     | 60   |
| 10 | LMP2    | 68 | G-Drive Racing by APR                  | François Heriau René Rast               | Aurus 01                          | M     | 60   |
| 10 | LMP2    | 68 | G-Drive Racing by APR                  | François Heriau René Rast               | Gibson Technology GK428 4.2L V8   | M     | 60   |
| 11 | LMP2    | 20 | High Class Racing                      | Dennis Andersen Fabio Scherer           | Oreca 07                          | M     | 60   |
| 11 | LMP2    | 20 | High Class Racing                      | Dennis Andersen Fabio Scherer           | Gibson Technology GK428 4.2L V8   | M     | 60   |
| 12 | LMP2    | 81 | DragonSpeed USA                        | Eric Lux Devlin DeFrancesco             | Oreca 07                          | M     | 60   |
| 12 | LMP2    | 81 | DragonSpeed USA                        | Eric Lux Devlin DeFrancesco             | Gibson Technology GK428 4.2L V8   | M     | 60   |
| 13 | LMP2    | 29 | Racing Team Nederland                  | Frits van Eerd Dylan Murray             | Oreca 07                          | M     | 60   |
| 13 | LMP2    | 29 | Racing Team Nederland                  | Frits van Eerd Dylan Murray             | Gibson Technology GK428 4.2L V8   | M     | 60   |
| 14 | LMP2    | 69 | G-Drive Racing by APR                  | John Falb James Allen                   | Aurus 01                          | M     | 59   |
| 14 | LMP2    | 69 | G-Drive Racing by APR                  | John Falb James Allen                   | Gibson Technology GK428 4.2L V8   | M     | 59   |
| 15 | LMP2    | 8  | Tower Motorsport                       | John Farano Louis Delétraz              | Oreca 07                          | M     | 49   |
| 15 | LMP2    | 8  | Tower Motorsport                       | John Farano Louis Delétraz              | Gibson Technology GK428 4.2L V8   | M     | 49   |
| 16 | LMP2    | 22 | United Autosports                      | James McGuire Will Owen                 | Oreca 07                          | M     | 59   |
| 16 | LMP2    | 22 | United Autosports                      | James McGuire Will Owen                 | Gibson Technology GK428 4.2L V8   | M     | 59   |
| 17 | LMP3    | 36 | Andretti Autosport                     | Jarett Andretti Josh Burdon             | Ligier JS P320                    | M     | 57   |
| 17 | LMP3    | 36 | Andretti Autosport                     | Jarett Andretti Josh Burdon             | Nissan VK56DE 5.6L V8             | M     | 57   |
| 18 | LMP3    | 6  | Muhlner Motorsports America            | Mortiz Kranz Ayrton Ori                 | Duqueine M30 - D08                | M     | 49   |
| 18 | LMP3    | 6  | Muhlner Motorsports America            | Mortiz Kranz Ayrton Ori                 | Nissan VK56DE 5.6L V8             | M     | 49   |
| 19 | LMP3    | 13 | AWA                                    | Orey Fidani Kuno Wittmer                | Duqueine M30 - D08                | M     | 48   |
| 19 | LMP3    | 13 | AWA                                    | Orey Fidani Kuno Wittmer                | Nissan VK56DE 5.6L V8             | M     | 48   |
| 20 | GTD Pro | 63 | TR3 Racing                             | Andrea Caldarelli Mirko Bortolotti      | Lamborghini Huracán GT3 Evo       | M     | 56   |
| 20 | GTD Pro | 63 | TR3 Racing                             | Andrea Caldarelli Mirko Bortolotti      | Lamborghini 5.2L V10              | M     | 56   |
| 21 | GTD Pro | 9  | Pfaff Motorsports                      | Mathieu Jaminet Felipe Nasr             | Porsche 911 GT3 R                 | M     | 56   |
| 21 | GTD Pro | 9  | Pfaff Motorsports                      | Mathieu Jaminet Felipe Nasr             | Porsche MA1.76/MDGG.G 4.0L Flat 6 | M     | 56   |
| 22 | GTD     | 57 | Winward Racing                         | Russell Ward Lucas Auer                 | Mercedes-AMG GT3 Evo              | M     | 56   |
| 22 | GTD     | 57 | Winward Racing                         | Russell Ward Lucas Auer                 | Mercedes-AMG M159 6.2L V8         | M     | 56   |
| 23 | GTD     | 59 | Crucial Motorsports                    | Jon Miller Paul Holton                  | McLaren 720S GT3                  | M     | 56   |
| 23 | GTD     | 59 | Crucial Motorsports                    | Jon Miller Paul Holton                  | McLaren M840T 4.0L Turbo V8       | M     | 56   |
| 24 | GTD Pro | 15 | Proton USA                             | Dirk Müller Austin Cindric              | Mercedes-AMG GT3 Evo              | M     | 56   |
| 24 | GTD Pro | 15 | Proton USA                             | Dirk Müller Austin Cindric              | Mercedes-AMG M159 6.2L V8         | M     | 56   |
| 25 | GTD Pro | 23 | Heart of Racing Team                   | Ross Gunn Alex Riberas                  | Aston Martin Vantage AMR GT3      | M     | 55   |
| 25 | GTD Pro | 23 | Heart of Racing Team                   | Ross Gunn Alex Riberas                  | Aston Martin 4.0L Turbo V8        | M     | 55   |
| 26 | GTD Pro | 14 | VasserSullivan                         | Ben Barnicoat Kyle Kirkwood             | Lexus RC F GT3                    | M     | 55   |
| 26 | GTD Pro | 14 | VasserSullivan                         | Ben Barnicoat Kyle Kirkwood             | Toyota 2UR 5.0L V8                | M     | 55   |
| 27 | GT2     | 12 | VasserSullivan                         | Frankie Montecalvo Townsend Bell        | Lexus RC F GT3                    | M     | 55   |
| 27 | GT2     | 12 | VasserSullivan                         | Frankie Montecalvo Townsend Bell        | Toyota 2UR 5.0L V8                | M     | 55   |
| 28 | GTD     | 75 | SunEnergy1                             | Kenny Habul Raffaele Marciello          | Mercedes-AMG GT3 Evo              | M     | 55   |
| 28 | GTD     | 75 | SunEnergy1                             | Kenny Habul Raffaele Marciello          | Mercedes-AMG M159 6.2L V8         | M     | 55   |
| 29 | GTD     | 32 | Gilbert Korthoff Racing                | Mike Skeen Guy Cosmo                    | Mercedes-AMG GT3 Evo              | M     | 55   |
| 29 | GTD     | 32 | Gilbert Korthoff Racing                | Mike Skeen Guy Cosmo                    | Mercedes-AMG M159 6.2L V8         | M     | 55   |
| 30 | GTD Pro | 3  | Corvette Racing                        | Antonio García Jordan Taylor            | Chevrolet Corvette C8.R GTD       | M     | 55   |
| 30 | GTD Pro | 3  | Corvette Racing                        | Antonio García Jordan Taylor            | Chevrolet 5.5L V8                 | M     | 55   |
| 31 | GTD     | 28 | Alegra Motorsports                     | Michael de Quesada Linus Lundqvist      | Mercedes-AMG GT3 Evo              | M     | 55   |
| 31 | GTD     | 28 | Alegra Motorsports                     | Michael de Quesada Linus Lundqvist      | Mercedes-AMG M159 6.2L V8         | M     | 55   |
| 32 | GTD     | 70 | Inception Racing                       | Brendan Iribe Ollie Millroy             | McLaren 720S GT3                  | M     | 47   |
| 32 | GTD     | 70 | Inception Racing                       | Brendan Iribe Ollie Millroy             | McLaren M840T 4.0L Turbo V8       | M     | 47   |
| 33 | LMP3    | 7  | Forty7 Motorsports                     | Mark Kvamme Antoine Doquin              | Duqueine M30 - D08                | M     | 55   |
| 33 | LMP3    | 7  | Forty7 Motorsports                     | Mark Kvamme Antoine Doquin              | Nissan VK56DE 5.6L V8             | M     | 55   |
| 34 | GTD     | 39 | CarBahn with Peregrine Racing          | Robert Megennis Sandy Mitchell          | Lamborghini Huracán GT3 Evo       | M     | 55   |
| 34 | GTD     | 39 | CarBahn with Peregrine Racing          | Robert Megennis Sandy Mitchell          | Lamborghini 5.2L V10              | M     | 55   |
| 35 | GTD Pro | 4  | Corvette Racing                        | Tommy Milner Marco Sørensen             | Chevrolet Corvette C8.R GTD       | M     | 55   |
| 35 | GTD Pro | 4  | Corvette Racing                        | Tommy Milner Marco Sørensen             | Chevrolet 5.5L V8                 | M     | 55   |
| 36 | GTD Pro | 79 | WeatherTech Racing                     | Julien Andlauer Alessio Picariello      | Porsche 911 GT3 R                 | M     | 55   |
| 36 | GTD Pro | 79 | WeatherTech Racing                     | Julien Andlauer Alessio Picariello      | Porsche MA1.76/MDGG.G 4.0L Flat 6 | M     | 55   |
| 37 | GTD Pro | 97 | WeatherTech Racing                     | Maro Engel Jules Gounon                 | Mercedes-AMG GT3 Evo              | M     | 55   |
| 37 | GTD Pro | 97 | WeatherTech Racing                     | Maro Engel Jules Gounon                 | Mercedes-AMG M159 6.2L V8         | M     | 55   |
| 38 | GTD     | 44 | Magnus Racing                          | John Potter Andy Lally                  | Aston Martin Vantage AMR GT3      | M     | 55   |
| 38 | GTD     | 44 | Magnus Racing                          | John Potter Andy Lally                  | Aston Martin 4.0L Turbo V8        | M     | 55   |
| 39 | GTD     | 98 | Team Hardpoint EBM                     | Paul Dalla Lana David Pittard           | Aston Martin Vantage AMR GT3      | M     | 55   |
| 39 | GTD     | 98 | Team Hardpoint EBM                     | Paul Dalla Lana David Pittard           | Aston Martin 4.0L Turbo V8        | M     | 55   |
| 40 | GTD Pro | 2  | KCMG                                   | Patrick Pilet Alexandre Imperatori      | Porsche 911 GT3 R                 | M     | 55   |
| 40 | GTD Pro | 2  | KCMG                                   | Patrick Pilet Alexandre Imperatori      | Porsche MA1.76/MDGG.G 4.0L Flat 6 | M     | 55   |
| 41 | GTD     | 16 | Wright Motorsports                     | Ryan Hardwick Jan Heylen                | Porsche 911 GT3 R                 | M     | 55   |
| 41 | GTD     | 16 | Wright Motorsports                     | Ryan Hardwick Jan Heylen                | Porsche MA1.76/MDGG.G 4.0L Flat 6 | M     | 55   |
| 42 | GTD     | 47 | Cetilar Racing                         | Roberto Lacorte Alessio Rovera          | Ferrari 488 GT3 Evo 2020          | M     | 55   |
| 42 | GTD     | 47 | Cetilar Racing                         | Roberto Lacorte Alessio Rovera          | Ferrari F154CB 3.9L Turbo V8      | M     | 55   |
| 43 | GTD Pro | 62 | Risi Competizione                      | Daniel Serra Davide Rigon               | Ferrari 488 GT3 Evo 2020          | M     | 55   |
| 43 | GTD Pro | 62 | Risi Competizione                      | Daniel Serra Davide Rigon               | Ferrari F154CB 3.9L Turbo V8      | M     | 55   |
| 44 | GTD Pro | 25 | BMW Team RLL                           | Connor De Phillippi John Edwards        | BMW M4 GT3                        | M     | 55   |
| 44 | GTD Pro | 25 | BMW Team RLL                           | Connor De Phillippi John Edwards        | BMW S58B30T0 3.0L Twin-Turbo I6   | M     | 55   |
| 45 | GTD     | 19 | TR3 Racing                             | John Megrue Jeff Segal                  | Lamborghini Huracán GT3 Evo       | M     | 55   |
| 45 | GTD     | 19 | TR3 Racing                             | John Megrue Jeff Segal                  | Lamborghini 5.2L V10              | M     | 55   |
| 46 | GTD Pro | 24 | BMW Team RLL                           | Nick Yelloly Sheldon van der Linde      | BMW M4 GT3                        | M     | 55   |
| 46 | GTD Pro | 24 | BMW Team RLL                           | Nick Yelloly Sheldon van der Linde      | BMW S58B30T0 3.0L Twin-Turbo I6   | M     | 55   |
| 47 | GTD     | 99 | Team Hardpoint                         | Stefan Wilson Nick Boulle               | Porsche 911 GT3 R                 | M     | 55   |
| 47 | GTD     | 99 | Team Hardpoint                         | Stefan Wilson Nick Boulle               | Porsche MA1.76/MDGG.G 4.0L Flat-6 | M     | 55   |
| 48 | GTD     | 34 | GMG Racing                             | Kyle Washington Klaus Bachler           | Porsche 911 GT3 R                 | M     | 55   |
| 48 | GTD     | 34 | GMG Racing                             | Kyle Washington Klaus Bachler           | Porsche MA1.76/MDGG.G 4.0L Flat-6 | M     | 55   |
| 49 | GTD     | 66 | Gradient Racing                        | Kyffin Simpson Till Bechtolsheimer      | Acura NSX GT3 Evo22               | M     | 55   |
| 49 | GTD     | 66 | Gradient Racing                        | Kyffin Simpson Till Bechtolsheimer      | Acura 3.5L Turbo V6               | M     | 55   |
| 50 | GTD     | 21 | AF Corse                               | Luís Pérez Companc Toni Vilander        | Ferrari 488 GT3 Evo 2020          | M     | 54   |
| 50 | GTD     | 21 | AF Corse                               | Luís Pérez Companc Toni Vilander        | Ferrari F154CB 3.9L Turbo V8      | M     | 54   |
| 51 | LMP3    | 33 | Sean Creech Motorsport                 | João Barbosa Lance Willsey              | Ligier JS P320                    | M     | 54   |
| 51 | LMP3    | 33 | Sean Creech Motorsport                 | João Barbosa Lance Willsey              | Nissan VK56DE 5.6L V8             | M     | 54   |
| 52 | GTD     | 42 | NTE Sport                              | Don Yount Benjamín Hites                | Lamborghini Huracán GT3 Evo       | M     | 53   |
| 52 | GTD     | 42 | NTE Sport                              | Don Yount Benjamín Hites                | Lamborghini 5.2L V10              | M     | 53   |
| 53 | LMP3    | 26 | Mühlner Motorsports America            | Cameron Shields Ugo de Wilde            | Duqueine M30 - D08                | M     | 53   |
| 53 | LMP3    | 26 | Mühlner Motorsports America            | Cameron Shields Ugo de Wilde            | Nissan VK56DE 5.6L V8             | M     | 53   |
| 54 Rit | GTD     | 64 | Team TGM                               | Ted Giovanis Owen Trinkler              | Porsche 911 GT3 R                 | M     | 45   |
| 54 Rit | GTD     | 64 | Team TGM                               | Ted Giovanis Owen Trinkler              | Porsche MA1.76/MDGG.G 4.0L Flat-6 | M     | 45   |
| 55 Rit | LMP2    | 18 | Era Motorsport                         | Dwight Merriman Paul-Loup Chatin        | Oreca 07                          | M     | 38   |
| 55 Rit | LMP2    | 18 | Era Motorsport                         | Dwight Merriman Paul-Loup Chatin        | Gibson Technology GK428 4.2L V8   | M     | 38   |
| 56 Rit | GTD     | 96 | Turner Motorsport                      | Robby Foley Bill Auberlen               | BMW M4 GT3                        | M     | 28   |
| 56 Rit | GTD     | 96 | Turner Motorsport                      | Robby Foley Bill Auberlen               | BMW S58B30T0 3.0L Twin-Turbo I6   | M     | 28   |
| 57 Rit | GTD     | 27 | Heart of Racing Team                   | Roman De Angelis Tom Gamble             | Aston Martin Vantage AMR GT3      | M     | 27   |
| 57 Rit | GTD     | 27 | Heart of Racing Team                   | Roman De Angelis Tom Gamble             | Aston Martin 4.0L Turbo V8        | M     | 27   |
| 58 Rit | LMP3    | 38 | Performance Tech Motorsports           | Hikaru Abe Nico Pino                    | Ligier JS P320                    | M     | 22   |
| 58 Rit | LMP3    | 38 | Performance Tech Motorsports           | Hikaru Abe Nico Pino                    | Nissan VK56DE 5.6L V8             | M     | 22   |
| 59 Rit | GTD     | 71 | T3 Motorsport North America            | Franck Perera Misha Goikhberg           | Lamborghini Huracán GT3 Evo       | M     | 16   |
| 59 Rit | GTD     | 71 | T3 Motorsport North America            | Franck Perera Misha Goikhberg           | Lamborghini 5.2L V10              | M     | 16   |
| 60 Rit | LMP3    | 74 | Riley Motorsports                      | Gar Robinson Felipe Fraga               | Ligier JS P320                    | M     | 5    |
| 60 Rit | LMP3    | 74 | Riley Motorsports                      | Gar Robinson Felipe Fraga               | Nissan VK56DE 5.6L V8             | M     | 5    |
| NP | LMP3    | 54 | CORE Autosport                         | Jon Bennett George Kurtz                | Ligier JS P320                    | M     | 0    |
| NP | LMP3    | 54 | CORE Autosport                         | Jon Bennett George Kurtz                | Nissan VK56DE 5.6L V8             | M     | 0    |
| http://results.imsa.com/Results/21_2021/01_ROAR%20Before%20the%2024/01_IMSA%20WeatherTech%20SportsCar%20Championship/202101241405_R24H%20Qualifying%20Race/03_Results_R24H%20Qualifying%20Race_Provisional.PDF%7Curl-status%3Dlive%7Carchive-url%3Dhttps%3A//web.archive.org/web/20220130164335/http%3A//results.imsa.com/Results/21_2021/01_ROAR%20Before%20the%2024/01_IMSA%20WeatherTech%20SportsCar%20Championship/202101241405_R24H%20Qualifying%20Race/03_Results_R24H%20Qualifying%20Race_Provisional.PDF |         |    |                                        |                                         |                                   |       |      |

- La WeatherTech Racing numero 79 ha ricevuto una penalità di 50 secondi dopo la gara per il mancato rispetto dei requisiti operativi degli pneumatici obbligatori.[6]
- La Wright Motorsports numero 16 ha ricevuto una penalità di 50 secondi dopo la gara per il mancato rispetto dei requisiti operativi degli pneumatici obbligatori.[7]

## Gara

### Risultati
I vincitori di classe sono indicati in grassetto.
| Pos                 | Classe  | N° | Team                                 | Piloti                                                            | Telaio                                 | Gomme | Giri |
| Pos                 | Classe  | N° | Team                                 | Piloti                                                            | Motore                                 | Gomme | Giri |
| ------------------- | ------- | -- | ------------------------------------ | ----------------------------------------------------------------- | -------------------------------------- | ----- | ---- |
| 1                   | DPi     | 60 | Meyer Shank Racing w/ Curb-Agajanian | Tom Blomqvist Hélio Castroneves Oliver Jarvis Simon Pagenaud      | Acura ARX-05                           | M     | 761  |
| 1                   | DPi     | 60 | Meyer Shank Racing w/ Curb-Agajanian | Tom Blomqvist Hélio Castroneves Oliver Jarvis Simon Pagenaud      | Acura AR35TT 3.5L Turbo V6             | M     | 761  |
| 2                   | DPi     | 10 | Konica Minolta Acura                 | Filipe Albuquerque Alexander Rossi Will Stevens Ricky Taylor      | Acura ARX-05                           | M     | 761  |
| 2                   | DPi     | 10 | Konica Minolta Acura                 | Filipe Albuquerque Alexander Rossi Will Stevens Ricky Taylor      | Acura AR35TT 3.5L Turbo V6             | M     | 761  |
| 3                   | DPi     | 5  | JDC-Miller MotorSports               | Loïc Duval Ben Keating Tristan Vautier Richard Westbrook          | Cadillac DPi-V.R                       | M     | 761  |
| 3                   | DPi     | 5  | JDC-Miller MotorSports               | Loïc Duval Ben Keating Tristan Vautier Richard Westbrook          | Cadillac 5.5L V8                       | M     | 761  |
| 4                   | DPi     | 31 | Whelen Engineering Racing            | Mike Conway Luís Felipe Derani Tristan Nunez                      | Cadillac DPi-V.R                       | M     | 761  |
| 4                   | DPi     | 31 | Whelen Engineering Racing            | Mike Conway Luís Felipe Derani Tristan Nunez                      | Cadillac 5.5L V8                       | M     | 761  |
| 5                   | LMP2    | 81 | DragonSpeed USA                      | Devlin DeFrancesco Colton Herta Eric Lux Patricio O'Ward          | Oreca 07                               | M     | 751  |
| 5                   | LMP2    | 81 | DragonSpeed USA                      | Devlin DeFrancesco Colton Herta Eric Lux Patricio O'Ward          | Gibson GK428 4.2L V8                   | M     | 751  |
| 6                   | LMP2    | 29 | Racing Team Nederland                | Frits van Eerd Giedo van der Garde Dylan Murry Rinus VeeKay       | Oreca 07                               | M     | 751  |
| 6                   | LMP2    | 29 | Racing Team Nederland                | Frits van Eerd Giedo van der Garde Dylan Murry Rinus VeeKay       | Gibson GK428 4.2L V8                   | M     | 751  |
| 7                   | LMP2    | 8  | Tower Motorsport                     | Rui Andrade Louis Delétraz John Farano Ferdinand von Habsburg     | Oreca 07                               | M     | 751  |
| 7                   | LMP2    | 8  | Tower Motorsport                     | Rui Andrade Louis Delétraz John Farano Ferdinand von Habsburg     | Gibson GK428 4.2L V8                   | M     | 751  |
| 8                   | LMP2    | 52 | PR1/Mathiasen Motorsports            | Scott Huffaker Mikkel Jensen Ben Keating Nicolas Lapierre         | Oreca 07                               | M     | 751  |
| 8                   | LMP2    | 52 | PR1/Mathiasen Motorsports            | Scott Huffaker Mikkel Jensen Ben Keating Nicolas Lapierre         | Gibson GK428 4.2L V8                   | M     | 751  |
| 9                   | LMP2    | 68 | G-Drive Racing by APR                | François Heriau Ed Jones Oliver Rasmussen René Rast               | Aurus 01                               | M     | 744  |
| 9                   | LMP2    | 68 | G-Drive Racing by APR                | François Heriau Ed Jones Oliver Rasmussen René Rast               | Gibson GK428 4.2L V8                   | M     | 744  |
| 10                  | LMP2    | 22 | United Autosports                    | Philip Hanson James McGuire Will Owen Guy Smith                   | Oreca 07                               | M     | 740  |
| 10                  | LMP2    | 22 | United Autosports                    | Philip Hanson James McGuire Will Owen Guy Smith                   | Gibson GK428 4.2L V8                   | M     | 740  |
| 11                  | DPi     | 48 | Ally Cadillac Racing                 | Jimmie Johnson Kamui Kobayashi José María López Mike Rockenfeller | Cadillac DPi-V.R                       | M     | 739  |
| 11                  | DPi     | 48 | Ally Cadillac Racing                 | Jimmie Johnson Kamui Kobayashi José María López Mike Rockenfeller | Cadillac 5.5L V8                       | M     | 739  |
| 12                  | DPi     | 02 | Cadillac Racing                      | Earl Bamber Marcus Ericsson Alex Lynn Kevin Magnussen             | Cadillac DPi-V.R                       | M     | 734  |
| 12                  | DPi     | 02 | Cadillac Racing                      | Earl Bamber Marcus Ericsson Alex Lynn Kevin Magnussen             | Cadillac 5.5L V8                       | M     | 734  |
| 13                  | LMP3    | 74 | Riley Motorsports                    | Kay van Berlo Michael Cooper Felipe Fraga Gar Robinson            | Ligier JS P320                         | M     | 723  |
| 13                  | LMP3    | 74 | Riley Motorsports                    | Kay van Berlo Michael Cooper Felipe Fraga Gar Robinson            | Nissan VK56DE 5.6L V8                  | M     | 723  |
| 14                  | DPi     | 01 | Cadillac Racing                      | Sébastien Bourdais Scott Dixon Álex Palou Renger van der Zande    | Cadillac DPi-V.R                       | M     | 722  |
| 14                  | DPi     | 01 | Cadillac Racing                      | Sébastien Bourdais Scott Dixon Álex Palou Renger van der Zande    | Cadillac 5.5L V8                       | M     | 722  |
| 15                  | LMP3    | 33 | Sean Creech Motorsport               | João Barbosa Malthe Jakobsen Sebastian Priaulx Lance Willsey      | Ligier JS P320                         | M     | 722  |
| 15                  | LMP3    | 33 | Sean Creech Motorsport               | João Barbosa Malthe Jakobsen Sebastian Priaulx Lance Willsey      | Nissan VK56DE 5.6L V8                  | M     | 722  |
| 16                  | LMP3    | 54 | CORE Autosport                       | Jon Bennett Colin Braun Niclas Jönsson George Kurtz               | Ligier JS P320                         | M     | 721  |
| 16                  | LMP3    | 54 | CORE Autosport                       | Jon Bennett Colin Braun Niclas Jönsson George Kurtz               | Nissan VK56DE 5.6L V8                  | M     | 721  |
| 17                  | LMP3    | 36 | Andretti Autosport                   | Jarett Andretti Josh Burdon Gabby Chaves Rasmus Lindh             | Ligier JS P320                         | M     | 719  |
| 17                  | LMP3    | 36 | Andretti Autosport                   | Jarett Andretti Josh Burdon Gabby Chaves Rasmus Lindh             | Nissan VK56DE 5.6L V8                  | M     | 719  |
| 18                  | GTD Pro | 9  | Pfaff Motorsports                    | Matt Campbell Mathieu Jaminet Felipe Nasr                         | Porsche 911 GT3 R                      | M     | 711  |
| 18                  | GTD Pro | 9  | Pfaff Motorsports                    | Matt Campbell Mathieu Jaminet Felipe Nasr                         | Porsche MA1.76/MDG.G 4.0L Flat-6       | M     | 711  |
| 19                  | GTD Pro | 62 | Risi Competizione                    | James Calado Alessandro Pier Guidi Davide Rigon Daniel Serra      | Ferrari 488 GT3 Evo 2020               | M     | 711  |
| 19                  | GTD Pro | 62 | Risi Competizione                    | James Calado Alessandro Pier Guidi Davide Rigon Daniel Serra      | Ferrari F154CB 3.9L Turbo V8           | M     | 711  |
| 20                  | GTD Pro | 2  | KCMG                                 | Alexandre Imperatori Dennis Olsen Patrick Pilet Laurens Vanthoor  | Porsche 911 GT3 R                      | M     | 711  |
| 20                  | GTD Pro | 2  | KCMG                                 | Alexandre Imperatori Dennis Olsen Patrick Pilet Laurens Vanthoor  | Porsche MA1.76/MDG.G 4.0L Flat-6       | M     | 711  |
| 21                  | GTD Pro | 14 | VasserSullivan                       | Ben Barnicoat Jack Hawksworth Kyle Kirkwood                       | Lexus RC F GT3                         | M     | 711  |
| 21                  | GTD Pro | 14 | VasserSullivan                       | Ben Barnicoat Jack Hawksworth Kyle Kirkwood                       | Toyota 2UR 5.0L V8                     | M     | 711  |
| 22                  | GTD Pro | 15 | Proton USA                           | Patrick Assenheimer Austin Cindric Dirk Müller                    | Mercedes-AMG GT3 Evo                   | M     | 709  |
| 22                  | GTD Pro | 15 | Proton USA                           | Patrick Assenheimer Austin Cindric Dirk Müller                    | Mercedes-AMG M159 6.2L V8              | M     | 709  |
| 23                  | GTD     | 16 | Wright Motorsports                   | Ryan Hardwick Jan Heylen Richard Lietz Zacharie Robinchon         | Porsche 911 GT3 R                      | M     | 707  |
| 23                  | GTD     | 16 | Wright Motorsports                   | Ryan Hardwick Jan Heylen Richard Lietz Zacharie Robinchon         | Porsche MA1.76/MDG.G 4.0L Flat-6       | M     | 707  |
| 24                  | GTD     | 44 | Magnus Racing                        | Jonathan Adam Andy Lally John Potter Spencer Pumpelly             | Aston Martin Vantage AMR GT3           | M     | 707  |
| 24                  | GTD     | 44 | Magnus Racing                        | Jonathan Adam Andy Lally John Potter Spencer Pumpelly             | Aston Martin 4.0L Turbo V8             | M     | 707  |
| 25                  | GTD     | 32 | Gilbert Korthoff Motorsports         | Scott Andrews James Davison Stevan McAleer Mike Skeen             | Mercedes-AMG GT3 Evo                   | M     | 707  |
| 25                  | GTD     | 32 | Gilbert Korthoff Motorsports         | Scott Andrews James Davison Stevan McAleer Mike Skeen             | Mercedes-AMG M159 6.2L V8              | M     | 707  |
| 26                  | GTD     | 21 | AF Corse                             | Luís Pérez Companc Simon Mann Nicklas Nielsen Toni Vilander       | Ferrari 488 GT3 Evo 2020               | M     | 707  |
| 26                  | GTD     | 21 | AF Corse                             | Luís Pérez Companc Simon Mann Nicklas Nielsen Toni Vilander       | Ferrari F154CB 3.9L Turbo V8           | M     | 707  |
| 27                  | GTD     | 70 | Inception Racing                     | Brendan Iribe Ollie Millroy Jordan Pepper Frederik Schandorff     | McLaren 720S GT3                       | M     | 705  |
| 27                  | GTD     | 70 | Inception Racing                     | Brendan Iribe Ollie Millroy Jordan Pepper Frederik Schandorff     | McLaren M840T 4.0L Turbo V8            | M     | 705  |
| 28                  | GTD     | 57 | Winward Racing                       | Lucas Auer Philip Ellis Mikaël Grenier Russell Ward               | Mercedes-AMG GT3 Evo                   | M     | 699  |
| 28                  | GTD     | 57 | Winward Racing                       | Lucas Auer Philip Ellis Mikaël Grenier Russell Ward               | Mercedes-AMG M159 6.2L V8              | M     | 699  |
| 29                  | GTD Pro | 3  | Corvette Racing                      | Nicky Catsburg Antonio García Jordan Taylor                       | Chevrolet Corvette C8.R GTD            | M     | 698  |
| 29                  | GTD Pro | 3  | Corvette Racing                      | Nicky Catsburg Antonio García Jordan Taylor                       | Chevrolet 5.5L V8                      | M     | 698  |
| 30                  | GTD Pro | 25 | BMW Team RLL                         | John Edwards Augusto Farfus Jr. Jesse Krohn Connor De Phillippi   | BMW M4 GT3                             | M     | 698  |
| 30                  | GTD Pro | 25 | BMW Team RLL                         | John Edwards Augusto Farfus Jr. Jesse Krohn Connor De Phillippi   | BMW BMW S58B30T0 3.0L Twin Turbo I6    | M     | 698  |
| 31                  | GTD     | 64 | Team TGM                             | Ted Giovanis Hugh Plumb Matt Plumb Owen Trinkler                  | Porsche 911 GT3 R                      | M     | 697  |
| 31                  | GTD     | 64 | Team TGM                             | Ted Giovanis Hugh Plumb Matt Plumb Owen Trinkler                  | Porsche MA1.76/MDG.G 4.0L Turbo Flat-6 | M     | 697  |
| 32                  | LMP3    | 13 | AWA                                  | Matthew Bell Orey Fidani Lars Kern Kuno Wittmer                   | Duqueine M30 - D08                     | M     | 695  |
| 32                  | LMP3    | 13 | AWA                                  | Matthew Bell Orey Fidani Lars Kern Kuno Wittmer                   | Nissan VK56DE 5.6L V8                  | M     | 695  |
| 33                  | GTD     | 71 | T3 Motorsport North America          | Misha Goikhberg Mateo Llarena Maximilian Paul Franck Perera       | Lamborghini Huracán GT3 Evo            | M     | 692  |
| 33                  | GTD     | 71 | T3 Motorsport North America          | Misha Goikhberg Mateo Llarena Maximilian Paul Franck Perera       | Lamborghini 5.2L V10                   | M     | 692  |
| 34                  | GTD     | 27 | Heart of Racing Team                 | Roman De Angelis Tom Gamble Ian James Darren Turner               | Aston Martin Vantage AMR GT3           | M     | 688  |
| 34                  | GTD     | 27 | Heart of Racing Team                 | Roman De Angelis Tom Gamble Ian James Darren Turner               | Aston Martin 4.0L Turbo V8             | M     | 688  |
| 35                  | LMP3    | 26 | Mühlner Motorsports America          | Charles Crews Cameron Shields Nolan Siegel Ugo de Wilde           | Duqueine M30 - D08                     | M     | 681  |
| 35                  | LMP3    | 26 | Mühlner Motorsports America          | Charles Crews Cameron Shields Nolan Siegel Ugo de Wilde           | Nissan VK56DE 5.6L V8                  | M     | 681  |
| 36                  | GTD Pro | 79 | WeatherTech Racing                   | Julien Andlauer Matteo Cairoli Cooper MacNeil Alessio Picariello  | Porsche 911 GT3 R                      | M     | 673  |
| 36                  | GTD Pro | 79 | WeatherTech Racing                   | Julien Andlauer Matteo Cairoli Cooper MacNeil Alessio Picariello  | Porsche MA1.76/MDG.G 4.0L Flat-6       | M     | 673  |
| 37                  | GTD     | 99 | Team Hardpoint                       | Nick Boulle Rob Ferriol Katherine Legge Stefan Wilson             | Porsche 911 GT3 R                      | M     | 672  |
| 37                  | GTD     | 99 | Team Hardpoint                       | Nick Boulle Rob Ferriol Katherine Legge Stefan Wilson             | Porsche MA1.76/MDG.G 4.0L Flat-6       | M     | 672  |
| 38 Rit              | GTD     | 19 | TR3 Racing                           | Giacomo Altoè John Megrue Jeff Segal Bill Sweedler                | Lamborghini Huracán GT3 Evo            | M     | 669  |
| 38 Rit              | GTD     | 19 | TR3 Racing                           | Giacomo Altoè John Megrue Jeff Segal Bill Sweedler                | Lamborghini 5.2L V10                   | M     | 669  |
| 39                  | GTD     | 98 | Northwest AMR                        | Charlie Eastwood Paul Dalla Lana David Pittard Nicki Thiim        | Aston Martin Vantage AMR GT3           | M     | 667  |
| 39                  | GTD     | 98 | Northwest AMR                        | Charlie Eastwood Paul Dalla Lana David Pittard Nicki Thiim        | Aston Martin 4.0L Turbo V8             | M     | 667  |
| 40                  | GTD Pro | 24 | BMW Team RLL                         | Philipp Eng Sheldon van der Linde Marco Wittmann Nick Yelloly     | BMW M4 GT3                             | M     | 665  |
| 40                  | GTD Pro | 24 | BMW Team RLL                         | Philipp Eng Sheldon van der Linde Marco Wittmann Nick Yelloly     | BMW S58B30T0 3.0L Twin Turbo I6        | M     | 665  |
| 41 Rit              | LMP2    | 11 | PR1/Mathiasen Motorsports            | Jonathan Bomarito Josh Pierson Steven Thomas Harry Tincknell      | Oreca 07                               | M     | 663  |
| 41 Rit              | LMP2    | 11 | PR1/Mathiasen Motorsports            | Jonathan Bomarito Josh Pierson Steven Thomas Harry Tincknell      | Gibson GK428 4.2L V8                   | M     | 663  |
| 42                  | GTD     | 66 | Gradient Racing                      | Till Bechtolsheimer Mario Farnbacher Marc Miller Kyffin Simpson   | Acura NSX GT3 Evo22                    | M     | 659  |
| 42                  | GTD     | 66 | Gradient Racing                      | Till Bechtolsheimer Mario Farnbacher Marc Miller Kyffin Simpson   | Acura 3.5L Turbo V6                    | M     | 659  |
| 43                  | GTD     | 47 | Cetilar Racing                       | Antonio Fuoco Roberto Lacorte Alessio Rovera Giorgio Sernagiotto  | Ferrari 488 GT3 Evo 2020               | M     | 652  |
| 43                  | GTD     | 47 | Cetilar Racing                       | Antonio Fuoco Roberto Lacorte Alessio Rovera Giorgio Sernagiotto  | Ferrari F154CB 3.9L Turbo V8           | M     | 652  |
| 44                  | GTD     | 12 | VasserSullivan                       | Townsend Bell Richard Heistand Frankie Montecalvo Aaron Telitz    | Lexus RC F GT3                         | M     | 634  |
| 44                  | GTD     | 12 | VasserSullivan                       | Townsend Bell Richard Heistand Frankie Montecalvo Aaron Telitz    | Toyota 2UR 5.0L V8                     | M     | 634  |
| 45                  | GTD Pro | 4  | Corvette Racing                      | Tommy Milner Marco Sørensen Nick Tandy                            | Chevrolet Corvette C8.R GTD            | M     | 626  |
| 45                  | GTD Pro | 4  | Corvette Racing                      | Tommy Milner Marco Sørensen Nick Tandy                            | Chevrolet 5.5L V8                      | M     | 626  |
| 46 Rit              | LMP3    | 38 | Performance Tech Motorsports         | Hikaru Abe Garett Grist Daniel Goldburg Nico Pino                 | Ligier JS P320                         | M     | 588  |
| 46 Rit              | LMP3    | 38 | Performance Tech Motorsports         | Hikaru Abe Garett Grist Daniel Goldburg Nico Pino                 | Nissan VK56DE 5.6L V8                  | M     | 588  |
| 47 Rit              | LMP2    | 69 | G-Drive Racing with APR              | James Allen John Falb Luca Ghiotto Tijmen van der Helm            | Aurus 01                               | M     | 556  |
| 47 Rit              | LMP2    | 69 | G-Drive Racing with APR              | James Allen John Falb Luca Ghiotto Tijmen van der Helm            | Gibson GK428 4.2L V8                   | M     | 556  |
| 48 Rit              | GTD     | 42 | NTE Sport                            | Jaden Conwright Benjamín Hites Markus Palttala Don Yount          | Lamborghini Huracán GT3 Evo            | M     | 524  |
| 48 Rit              | GTD     | 42 | NTE Sport                            | Jaden Conwright Benjamín Hites Markus Palttala Don Yount          | Lamborghini 5.2L V10                   | M     | 524  |
| 49 Rit              | GTD Pro | 97 | WeatherTech Racing                   | Maro Engel Jules Gounon Daniel Juncadella Cooper MacNeil          | Mercedes-AMG GT3 Evo                   | M     | 487  |
| 49 Rit              | GTD Pro | 97 | WeatherTech Racing                   | Maro Engel Jules Gounon Daniel Juncadella Cooper MacNeil          | Mercedes-AMG M159 6.2L V8              | M     | 487  |
| 50 Rit              | LMP3    | 7  | Forty7 Motorsports                   | Antoine Doquin Trenton Estep Mark Kvamme Austin McCusker          | Duqueine M30 - D08                     | M     | 425  |
| 50 Rit              | LMP3    | 7  | Forty7 Motorsports                   | Antoine Doquin Trenton Estep Mark Kvamme Austin McCusker          | Nissan VK56DE 5.6L V8                  | M     | 425  |
| 51 Rit              | GTD Pro | 63 | TR3 Racing                           | Mirko Bortolotti Andrea Caldarelli Rolf Ineichen Marco Mapelli    | Lamborghini Huracán GT3 Evo            | M     | 400  |
| 51 Rit              | GTD Pro | 63 | TR3 Racing                           | Mirko Bortolotti Andrea Caldarelli Rolf Ineichen Marco Mapelli    | Lamborghini 5.2L V10                   | M     | 400  |
| 52 Rit              | LMP3    | 6  | Mühlner Motorsports America          | Efrin Castro Mortiz Kranz Joel Miller Ayrton Ori                  | Duqueine M30 - D08                     | M     | 363  |
| 52 Rit              | LMP3    | 6  | Mühlner Motorsports America          | Efrin Castro Mortiz Kranz Joel Miller Ayrton Ori                  | Nissan VK56DE 5.6L V8                  | M     | 363  |
| 53 Rit              | GTD     | 39 | CarBahn with Peregrine Racing        | Corey Lewis Robert Megennis Sandy Mitchell Jeff Westphal          | Lamborghini Huracán GT3 Evo            | M     | 349  |
| 53 Rit              | GTD     | 39 | CarBahn with Peregrine Racing        | Corey Lewis Robert Megennis Sandy Mitchell Jeff Westphal          | Lamborghini 5.2L V10                   | M     | 349  |
| 54 Rit              | LMP2    | 20 | High Class Racing                    | Dennis Andersen Anders Fjordbach Nico Müller Fabio Scherer        | Oreca 07                               | M     | 345  |
| 54 Rit              | LMP2    | 20 | High Class Racing                    | Dennis Andersen Anders Fjordbach Nico Müller Fabio Scherer        | Gibson GK428 4.2L V8                   | M     | 345  |
| 55 Rit              | LMP2    | 18 | Era Motorsport                       | Paul-Loup Chatin Ryan Dalziel Dwight Merriman Kyle Tilley         | Oreca 07                               | M     | 718  |
| 55 Rit              | LMP2    | 18 | Era Motorsport                       | Paul-Loup Chatin Ryan Dalziel Dwight Merriman Kyle Tilley         | Gibson GK428 4.2L V8                   | M     | 718  |
| 56 Rit              | GTD     | 96 | Turner Motorsport                    | Bill Auberlen Michael Dinan Robby Foley Jens Klingmann            | BMW M4 GT3                             | M     | 280  |
| 56 Rit              | GTD     | 96 | Turner Motorsport                    | Bill Auberlen Michael Dinan Robby Foley Jens Klingmann            | BMW S58B30T0 3.0L Twin Turbo I6        | M     | 280  |
| 57 Rit              | GTD     | 59 | Crucial Motorsports                  | Lance Bergstein Patrick Gallagher Paul Holton Jon Miller          | McLaren 720S GT3                       | M     | 263  |
| 57 Rit              | GTD     | 59 | Crucial Motorsports                  | Lance Bergstein Patrick Gallagher Paul Holton Jon Miller          | McLaren M804T 4.0L Turbo V8            | M     | 263  |
| 58 Rit              | GTD     | 28 | Alegra Motorsports                   | Maximilian Götz Linus Lundqvist Daniel Morad Michael de Quesada   | Mercedes-AMG GT3 Evo                   | M     | 181  |
| 58 Rit              | GTD     | 28 | Alegra Motorsports                   | Maximilian Götz Linus Lundqvist Daniel Morad Michael de Quesada   | Mercedes-AMG M159 6.2L V8              | M     | 181  |
| 59 Rit              | GTD Pro | 23 | Heart of Racing Team                 | Ross Gunn Maxime Martin Alex Riberas                              | Aston Martin Vantage AMR GT3           | M     | 103  |
| 59 Rit              | GTD Pro | 23 | Heart of Racing Team                 | Ross Gunn Maxime Martin Alex Riberas                              | Aston Martin 4.0L Turbo V8             | M     | 103  |
| 60 Rit              | GTD     | 75 | SunEnergy1                           | Kenny Habul Raffaele Marciello Fabian Schiller Luca Stolz         | Mercedes-AMG GT3 Evo                   | M     | 101  |
| 60 Rit              | GTD     | 75 | SunEnergy1                           | Kenny Habul Raffaele Marciello Fabian Schiller Luca Stolz         | Mercedes-AMG M159 6.2L V8              | M     | 101  |
| 61 Rit              | GTD     | 34 | GMC Racing                           | Klaus Bachler Jeroen Bleekemolen James Sofronas Kyle Washington   | Porsche 911 GT3 R                      | M     | 88   |
| 61 Rit              | GTD     | 34 | GMC Racing                           | Klaus Bachler Jeroen Bleekemolen James Sofronas Kyle Washington   | Porsche MA1.76/MDG.G 4.0L Flat-6       | M     | 88   |
| Risultati ufficiali |         |    |                                      |                                                                   |                                        |       |      |